# Palazzo Senatorio

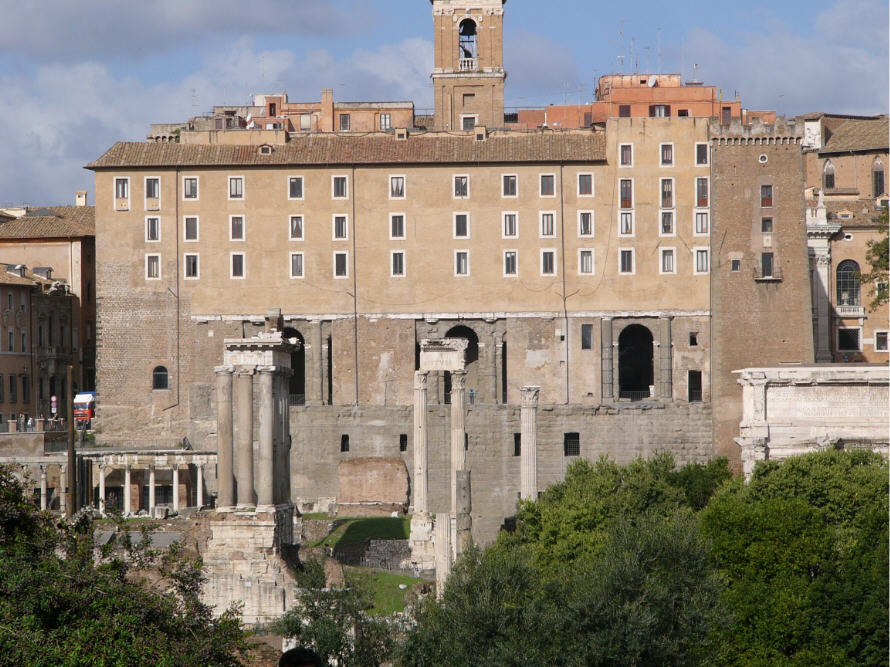
Vista desde el Foro.

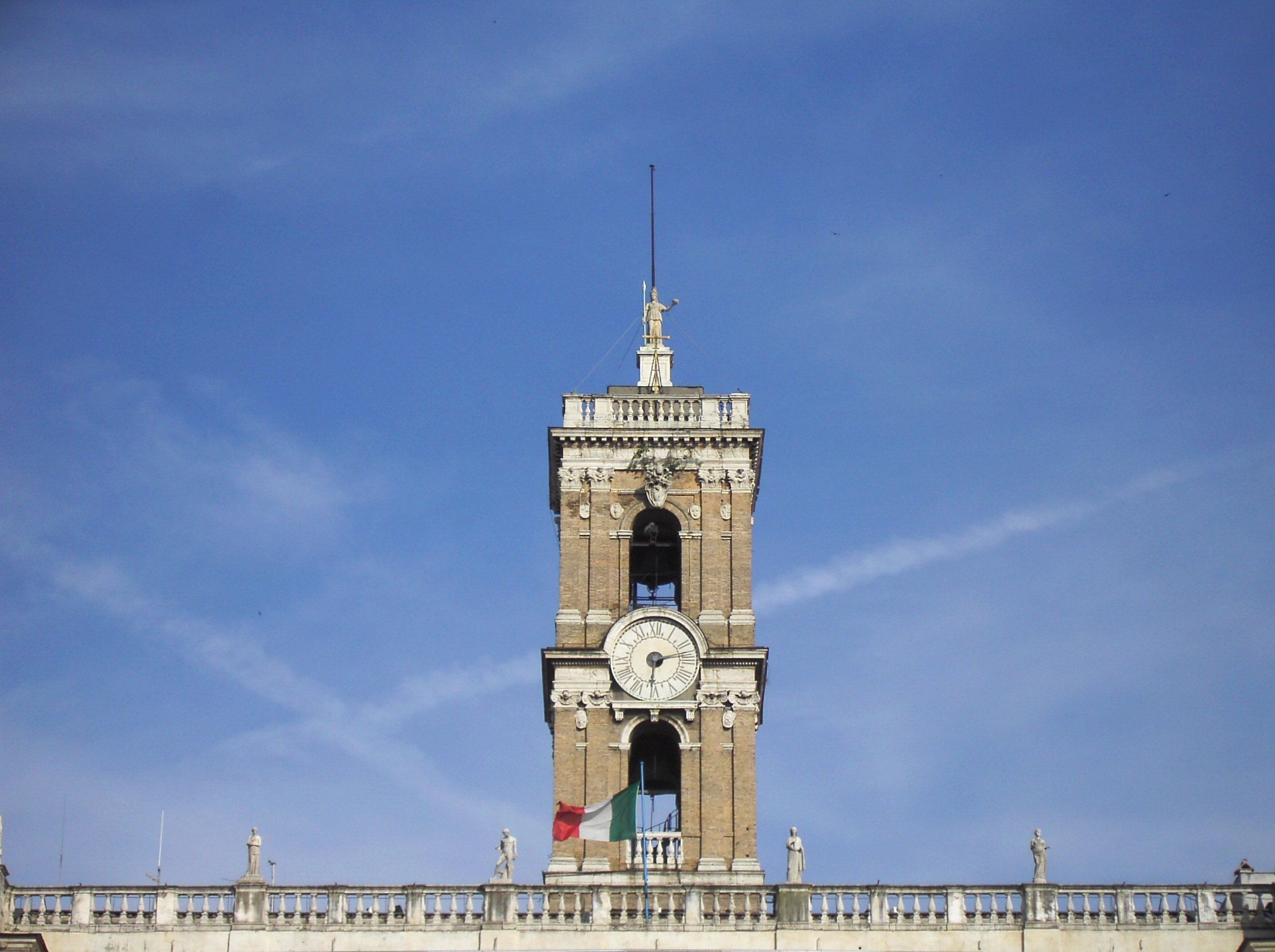
La Torre della Patarina.

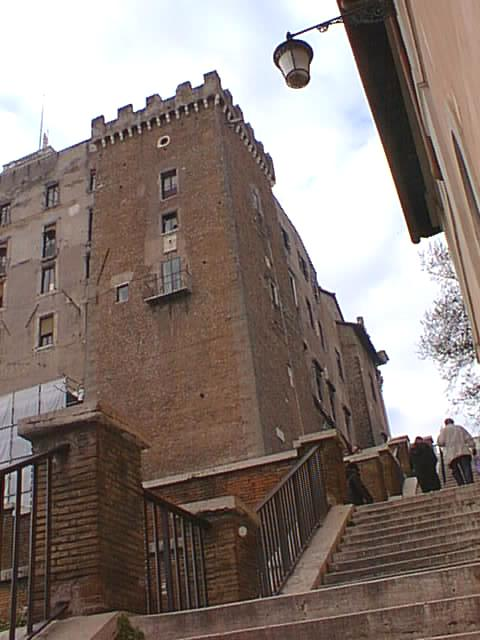
La torre del Papa Nicolás V subiendo desde el Foro. Es visible el balcón del estudio personal del alcalde dentro de la torre.

El Palazzo Senatorio es un edificio histórico situado en la Piazza del Campidoglio de Roma, entre el Palazzo dei Conservatori y el Palazzo Nuovo. Actualmente es sede de representación del ayuntamiento de Roma, con estancias que dan hacia el Foro Romano.

## Historia
El palacio fue construido en la época de la experiencia comunal romana, sobre las ruinas del antiguo Tabularium. Este edificio, que era prácticamente el Archivo de Estado de la Roma imperial, era el único resto de pie de la época republicana en su reconstrucción necesaria tras un incendio del 83 a. C. (se comprende fácilmente el motivo mirando sus muros de bloques de tufo y peperino).
Gracias a la indiscutible solidez de la estructura y su posición elevada, durante la Baja Edad Media fue escogido por la familia de barones Corsi como lugar fortificado. En el siglo XII se convirtió en sede del comune medieval, utilizado también como residencia del Senador que administraba la ciudad.
A finales de la Edad Media el Palazzo Senatorio era un edificio merlonado situado en la cima de la colina, construido con tufo y ladrillos, a cuyos lados había cuatro torres construidas en distintas épocas, de las que se conservan las dos que miran hacia el Foro.
En 1538 el papa Paulo III Farnese decidió la remodelación de todo el complejo, confiando el proyecto y las obras a Miguel Ángel. Este cambió la orientación del palacio dirigiéndolo hacia la ciudad baja, donde ya se concentraba la vida de la ciudad, y dirigió también las obras de construcción entre 1541 y 1544. Tras su muerte las obras continuaron bajo la dirección de Giacomo della Porta, quien completó la fachada en 1605. Las obras del nuevo palacio se prolongaron durante toda la primera mitad del siglo XVII, mientras que la pavimentación de la plaza según los diseños originales no se realizó hasta 1940.

## El palacio
Delante de la Cordonata Capitolina se colocó una amplia fuente coronada por un grupo escultórico compuesto por la estatua de Minerva sentada, situada en el centro y transformada posteriormente en la Diosa Roma, y por las colosales estatuas que representan al río Nilo, a la izquierda del observador, y el río Tíber, a la derecha (viniendo del templo de Serapide en el Quirinal).
Sobre el palacio se eleva la torre campanario reconstruida según el diseño de Martino Longhi il Vecchio tras la destrucción de la anterior torre de origen medieval, que tenía más de 35 metros de altura y fue destruida por un rayo a mediados del siglo XVI. En esta torre se situaba la campana patarina, traída a Roma en 1200 de Viterbo, que se utilizaba para convocar los consejos comunales o para llamar a reunión al pueblo en ocasión de eventos extraordinarios. La campana actual data del siglo XIX, pero se la continúa llamando patarina y suena con ocasión de la elección del alcalde de Roma y del "cumpleaños de Roma" el 21 de abril. En la cima de la torre, protegida por el pararrayos, está la estatua de la antigua patrona de Roma, Minerva.
Recientemente, en una sala del palacio se encontraron frescos que datan de los años veinte o treinta del siglo XIV, que habían estado escondidos durante mucho tiempo y fueron dañados varias veces a lo largo de los siglos. Estas pinturas retratan a un Cristo triunfante, a los santos Pedro y Pablo y también están presentes restos de una aureola que pertenecía a una Virgen María. Algunos historiadores del arte creen que pudieron ser realizados por el taller de Pietro Cavallini, otros piensan que fueron obra de Filippo Rusuti. Considerado el lugar en el que se encontraron y que en la época el palacio constituía la sede de la máxima autoridad administrativa de la ciudad, parece verosímil que esta última se valiera de la maestría de algunos de los mejores artistas de la ciudad. La presencia de un símbolo nobiliario que consiste en una columna al lado de la figura de san Pedro ha hecho pensar en que esta obra fuera encargada por la Familia Colonna. Algunos estudiosos han identificado al mecenas en la persona del cardenal Pietro Colonna. Esto, sin embargo, hizo atrasar la datación la obra a finales del siglo XIII, al período entre 1288 y 1297.

## Interiores
También son de notable interés las salas del interior del palacio; entre ellas:
- el estudio del alcalde, que se encuentra en la torre del Papa Nicolás V, construida en 1453 para defender el palacio;
- la sala del consejo, en la que conserva una estatua de Julio César del siglo I a. C., llamada por esto Sala de Julio César, con un mosaico procedente de Ostia en el pavimento. Antigua sede del tribunal del Senado, actualmente es la sala donde se reúne el consejo municipal;
- la sala de las banderas, llamada así porque allí se conservan las banderas de los catorce barrios de la guardia cívica instituida por el Papa Pío IX en 1847. Actualmente se utiliza para las reuniones de la junta municipal.